# House of Strangers
House of Strangers is een Amerikaanse film noir uit 1949 onder regie van Joseph L. Mankiewicz. Het scenario is gebaseerd op de roman I'll Never Go There Any More (1941) van de Amerikaanse auteur Jerome Weidman. De film werd destijds uitgebracht onder de titel Vreemd in eigen huis.

## Verhaal
Een gevoelloze financier gebruikt zijn vier zoons om eigen voordeel na te streven. Als hij in opspraak komt wegens illegale activiteiten, verraden drie van zijn zoons hem. Eén zoon blijft trouw aan zijn vader en zweert wraak.

## Rolverdeling
| Acteur              | Personage      |
| ------------------- | -------------- |
| Edward G. Robinson  | Gino Monetti   |
| Richard Conte       | Max Monetti    |
| Susan Hayward       | Irene Bennett  |
| Luther Adler        | Joe Monetti    |
| Paul Valentine      | Pietro Monetti |
| Efrem Zimbalist jr. | Tony Monetti   |
| Debra Paget         | Maria Domenico |